# One Tower
La One Tower est un gratte-ciel résidentiel en construction à Balneario Camboriu au Brésil. Il s'élèvera à 290 mètres. Son achèvement est prévu pour 2022.